# Gardani Hissar
Koordinaten: 39° 25′ 26″ N, 68° 19′ 20″ O
Gardani Hissar (tadschikisch Гардани Ҳисор), entsprechend einer Lautverschiebung im Tadschikischen auch Gardani Hissor, Gardani Chisor, war eine sogdische Festung vom 5./6. bis zum 8. Jahrhundert, deren Reste in der Provinz Sughd im Norden Tadschikistans erhalten sind.

## Lage
Gardani Hissar liegt etwa 70 Kilometer östlich von Pandschakent im Distrikt Aini. Die Festung versperrte den Zugang zu einem Seitental des Serafschantals, in dem sich heute das Dorf Madm befindet. Die ehemalige Festung liegt drei Kilometer vom Dorf und zwölf Kilometer vom Berg Mugh entfernt, wo jeweils ebenfalls sogdische Funde gemacht wurden. Montanarchäologische Forschungsergebnisse zum Zinnbergbau bei der benachbarten Fundstelle Muschiston verdeutlichen die Bedeutung dieser Region bereits in der Bronzezeit.

## Name
Der Name Hissar ist vom arabisch-türkischen Hisar abgeleitet und bedeutet Festung; aufgrund der unterschiedlichen Umschreibungen des tadschikischen Namens wird die Anlage teilweise auch als Gardani Hisor, als Gardani Hisar oder (von der ein tadschikisches Sonderzeichen nicht berücksichtigenden russischen Schreibweise Гардани Хисор) als Gardani Chisor oder englisch Gardani Khisor bezeichnet.

## Festungsanlage und Ausgrabungen
Zu Gardani Hissar gehörten eine auf einer Hochebene errichtete Siedlung und ein erhöht liegender, von dem Dorf vollständig umgebener Palast. Dabei handelte es sich bei Gardani Hissar, im Gegensatz zu städtischen Anlagen wie der von Alt-Pandschakent, um eine auf bäuerliches Leben zugeschnittene Siedlung.
Der Palast stammt aus dem 6. bis 8. Jahrhundert und ist als „hinsichtlich seiner Anlage in Zentralasien einmaliges Bauwerk“ bezeichnet worden. Nicht bei anderen sogdischen Bauten der Umgebung zu finden ist etwa die Aufteilung der Räume auf zwei Ebenen, wobei Tor, Wachräume und Empfangsgebäude ungefähr drei Meter unter einer Plattform für Dienst-, Wirtschafts- und die Repräsentationsräume untergebracht sind. In einem Raum, der mit seiner Größe von 7,7 × 7,5 Meter Größe vermutlich als Thronsaal genutzt wurde, wurden unter anderem vier geschnitzte Holzsäulen und ein angebrannter Teppich ausgegraben. Zum Palast gehörte auch ein Tempel, mit einer Altarnische aus ungebrannten Ziegeln. Es gibt im Grundriss Ähnlichkeiten mit dem Obergeschoss des sogdischen Palastes Tschilchudschra aus dem 7./8. Jahrhundert.
Aufgrund von Brandspuren, die Ruinen noch heute zeigen, wird angenommen, dass der Palast wohl im Jahr 772 abbrannte, als die arabischen Eroberer Diwastitsch, den letzten Herrscher von Pandschakent, verfolgten; den Funden nach zu urteilen ließen die damaligen Bewohner auf ihrer Flucht die meisten Einrichtungsgegenstände zurück.
Über die Jahrhunderte wurden die aufgegebenen Bauten von Gardani Hissar wurden zu den abgeflachten Hügeln ausgewaschen, zu denen viele sogdische Anlagen verfielen. Jurij Jakubow (Юурий Якубов) entdeckte die Siedlung in der Neuzeit wieder und grub sie bis 1974 aus.

## Weiterführende Literatur
- Jurij Jakubow, [Iurii Iakubov] (1979). Pargar v VII-VIII vv. n.e. (Verkhnii Zeravshan v epokhu rannego srednevekov’ia) [Pargar im siebten und achten Jahrhundert CE (Der obere Serawschan im frühen Mittelalter)]. Duschanbe: Donish. (russ.; zitiert nach Marshak[5])
- Jurij Jakubow: Gardani Chisor – der Palast des Herrschers von Pendzikent im Bergland von Buttam. In: Das Altertum, Heft 2, Band 24, 1978
- Матевосян А.С., Прохоров Г.М., Мыльников А.С. и др. [Matewosyan, A. S., Prochorow G. M., Myl'nikow A. S. et al.] (1977). Памятники культуры. Новые открытия [Kulturdenkmäler. Neue Entdeckungen]. Письменность. Искусство. Археология [Geschriebene Sprache. Fertigkeit. Archäologie]. Jg. 1976. (russ.; 408 Seiten; im dritten Teil wird unter anderem ein geschnitzter Baum des Palastes von Gardani Hissar behandelt)